# Henk van der Wende
Hendrik Leendert (Henk) van der Wende (Nieuwe Tonge, 2 december 1939 – Zutphen, 21 juni 2022) was een Nederlands politicus en bestuurder namens D66.

## Loopbaan
Van der Wende was vanaf 1996 burgemeester van de Drentse gemeente Dalen tot deze op 1 januari 1998 opging in Coevorden. Daarna werd hij waarnemend burgemeester van de Gelderse gemeente Maurik die op 1 januari 1999 opging in de gemeente Buren. In juni 1999 werd hij waarnemend burgemeester van Gendt wat op 1 januari 2001 opging in de nieuwe gemeente Lingewaard (officieel toen nog 'Bemmel'). Precies een jaar later werd hij waarnemend burgemeester van de fusiegemeente Neder-Betuwe (officieel toen nog 'Kesteren') welke functie hij 6 maanden vervulde. In september 2002 werd hij burgemeester van Zelhem. Van der Wende kwam toen landelijk in het nieuws omdat hij permanent in zijn recreatiewoning in Park Vossenveen zou wonen terwijl dat niet is toegestaan. Om bewijs te verzamelen dat de burgemeester daar permanent woonde begonnen andere bewoners van het park hem te 'stalken' door onder andere foto's van hem te nemen als hij aanwezig was op dat park. Toen de gemeente Zelhem op 1 januari 2005 met vier andere gemeenten fuseerde tot de nieuwe gemeente Bronckhorst werd Van der Wende daarvan de waarnemend burgemeester tot hij in november van dat jaar werd opgevolgd door Henk Aalderink.

## Persoonlijk en nevenactiviteiten
Van der Wende was tevens maatschappelijk actief als voorzitter van de Achterhoekse Paardendagen, was directeur van de VVV van Zelhem en oprichter van de plaatselijke Lions Club in Bronckhorst. Na zijn afscheid in Bronckhorst werd hij benoemd tot ereburger. Hij was zwager van Jan Terlouw.